# Sant Martí de Castellars
Sant Martí de Castellars, antigament dedicada a sant Feliu, és l'església parroquial del poble de Castellars, de l'antic terme de Malpàs, actualment pertanyent al terme del Pont de Suert. El temple actual ha sofert moltes transformacions, i a penes es reconeix l'obra romànica, però en destaquen el forrellat de la porta, de tradició romànica, així com una pica baptismal de la mateixa època, que té decoració incisa, molt notable. És una obra protegida com a bé cultural d'interès local.

## Descripció
És una església entre mitgeres, d'una nau, amb edifici adossats i torre de planta quadrada a la cantonada de la façana principal, que té una porta amb arc de mig punt i rosetó per a il·luminar el cor. Al campanar, de quatre finestres, en té una tapiada, es conserven les campanes. Les cobertes de teula àrab estan desfetes. Castellars pertanyia a un abadiat. L'església depengué també de Sas i conserva una interessant pica baptismal decorada, romànica.